# Chó đẻ thân xanh
Chó đẻ thân xanh hay diệp hạ châu thân xanh (danh pháp hai phần: Phyllanthus amarus) là một loài thực vật có hoa trong họ Diệp hạ châu. Loài này được Schumach. & Thonn. mô tả khoa học đầu tiên năm 1829.

## Hình ảnh

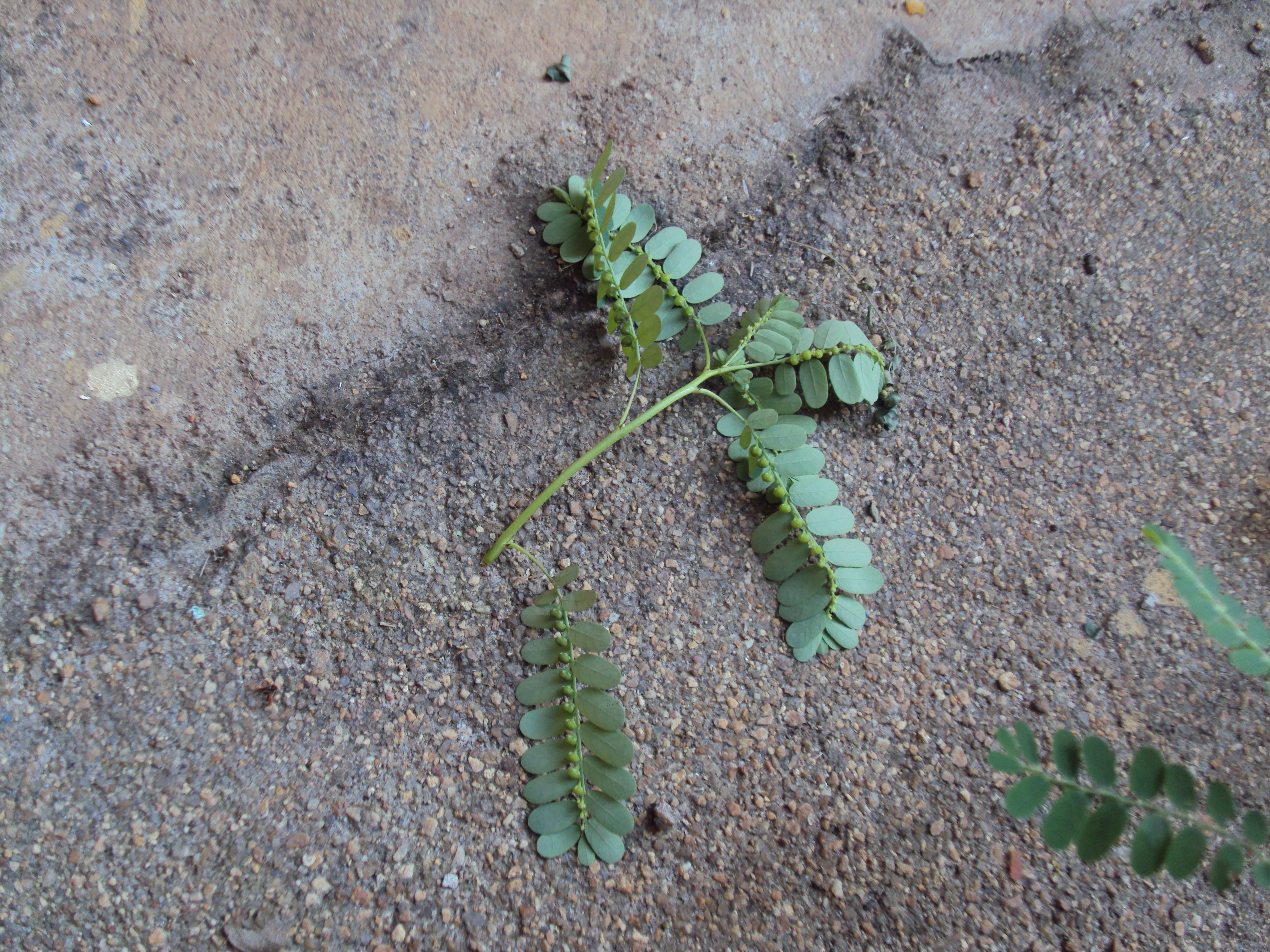
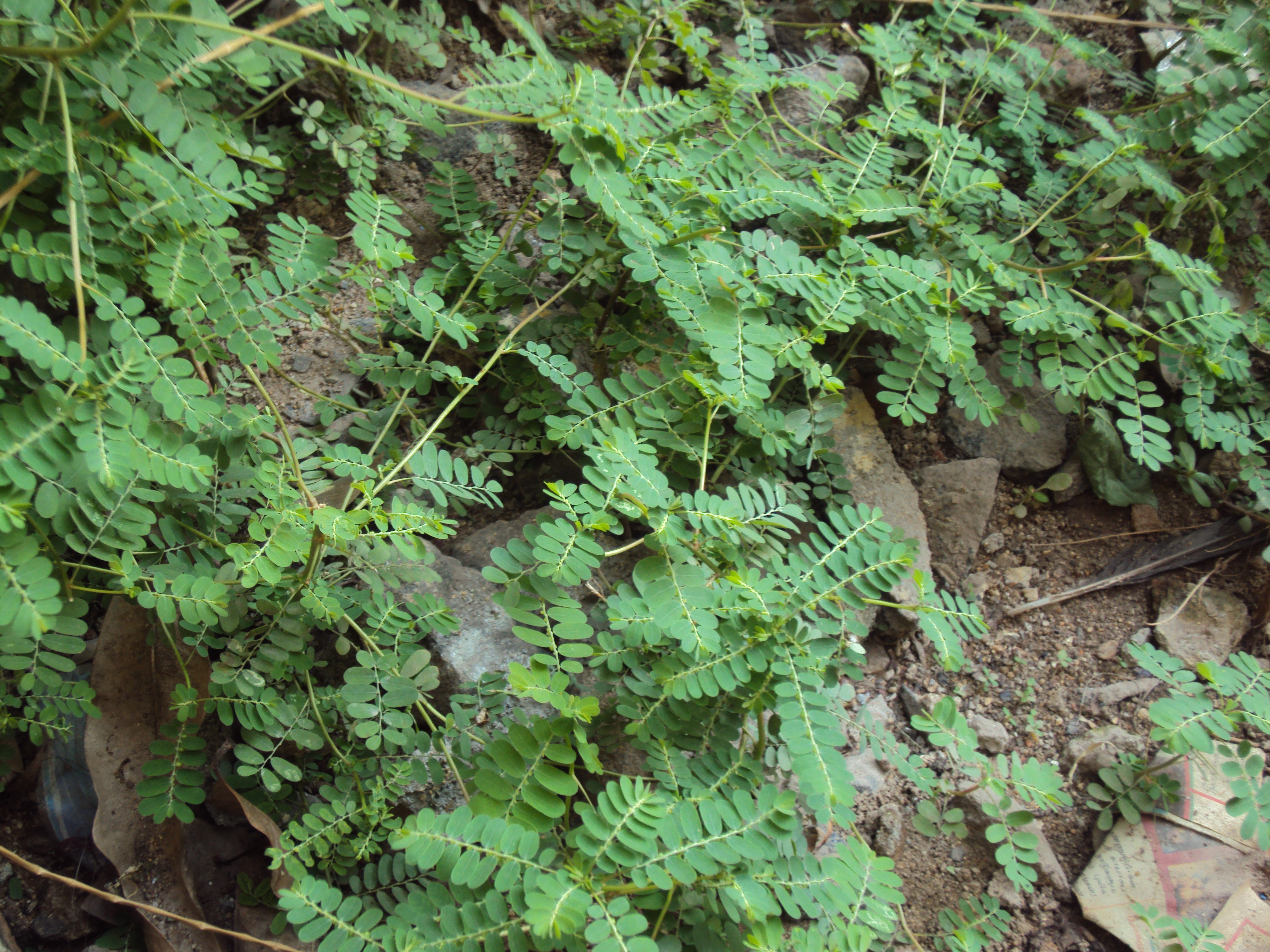
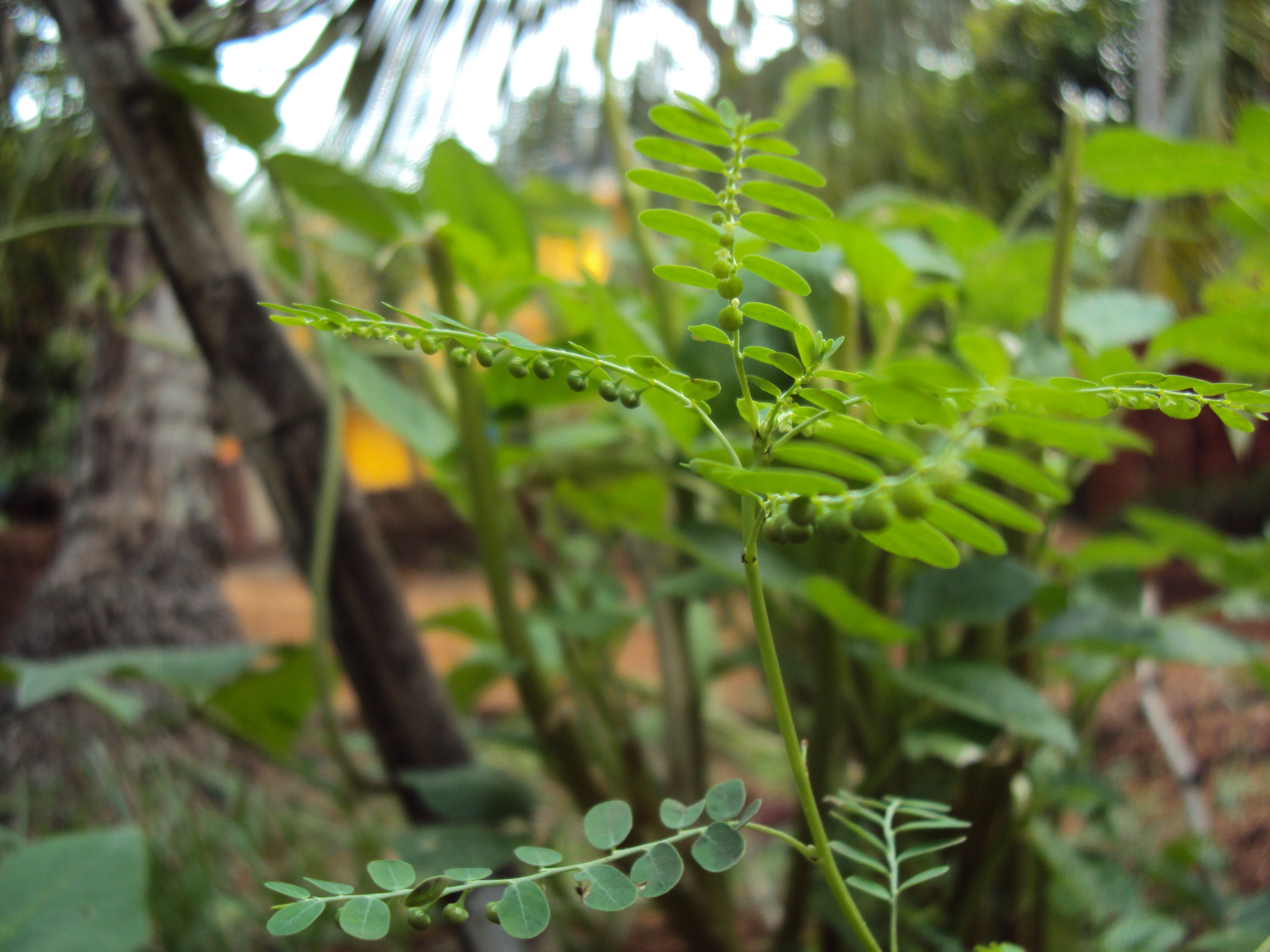
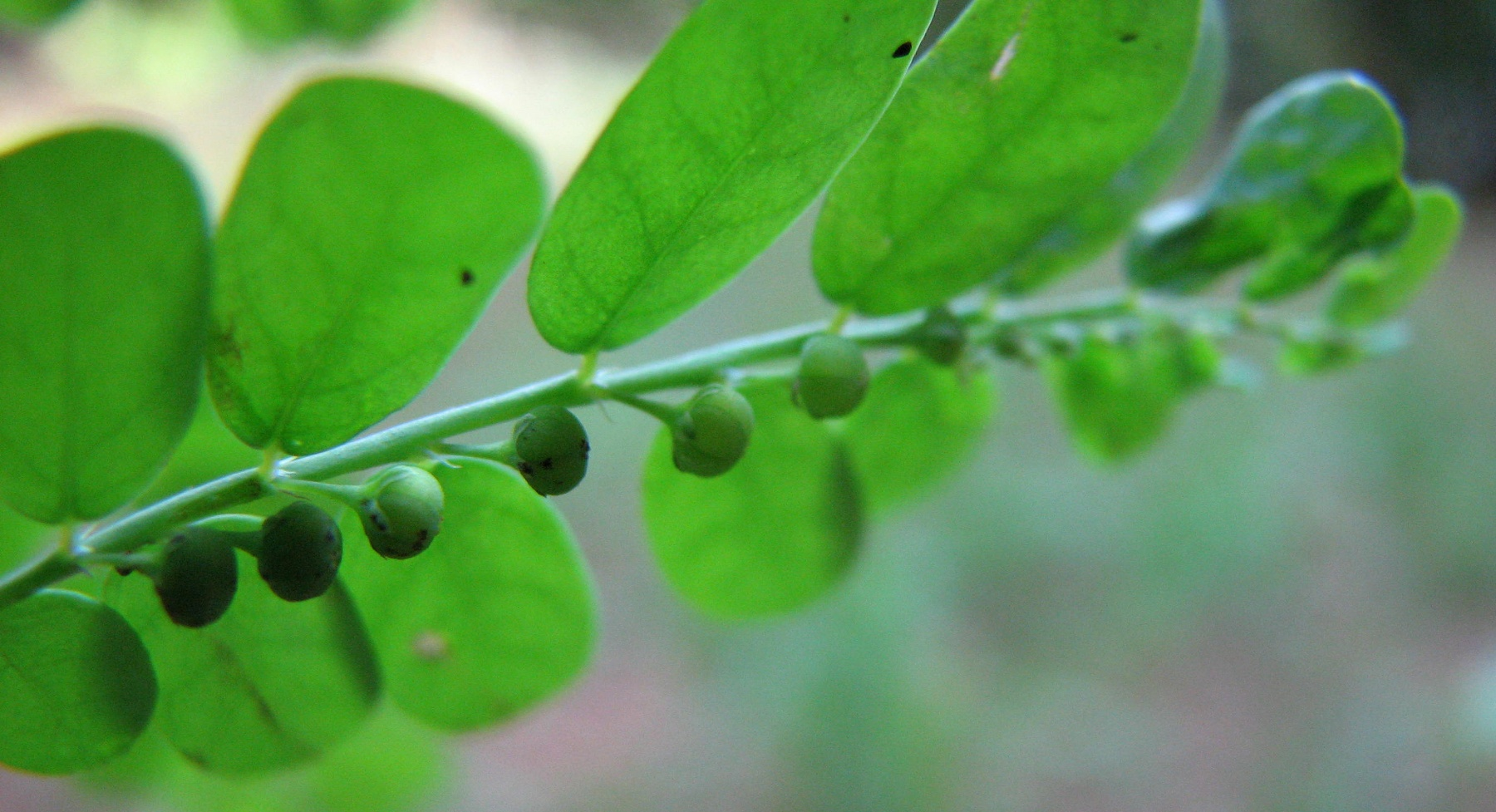